# Walter Hayman
Walter Hayman   (Colònia, 6 de gener de 1926 - Londres, 1 de gener de 2020) va ser un matemàtic britànic d'origen jueu-alemany.

## Vida i obra
El seu pare, Franz Haymann (amb dues n), era professor de la universitat de Colònia i la seva mare, Ruth, era filla del matemàtic Kurt Hensel, per això eren considerats jueus segons la legislació nazi. El 1938 el van enviar a la Gran Bretanya i l'any següent ells també van marxar d'Alemanya. El jove Hayman va estudiar a l'escola Gordonstoun, al nord d'Escòcia, que havia estat fundada pel pedagog alemany, també emigrat per ser jueu, Kurt Hahn, que era cosí germà de la seva mare. El 1943 va començar els seus estudis de matemàtiques a la universitat de Cambridge, en la qual es va doctorar el 1947 sota la direcció de Mary Cartwright.
El 1947 es va casar amb la matemàtica Margaret Crann, amb qui, anys després, va posar en marxa el projecte de les Olimpíades Matemàtiques Britàniques. Des del seu matrimoni, va ser professor del King's College de newcastle i de la universitat d'Exeter, fins que el 1956 va ser nomenat professor de l'Imperial College London ne el qual va ser degà del College of Science des de 1978 fins a 1981. En retirar-se el 1985 va acceptar una plaça de professor a temps parcial a la universitat de York.
El 1994 va morir la seva primera esposa i l'any següent es va casar amb una de les seves estudiants doctorals, Waficka Al-Katifi, qui, malauradament, també va morir el 2001. El 2006 es va tornar a casar amb Marie Jennings.
Hayman va ser un matemàtic distingit en el camp de l'anàlisi complexa. Els seus treballs més notables van ser sobre la solució asimptòtica de la conjectura de Bieberbach (avui teorema de De Branges) i sobre les funcions subharmòniques i la teoria de Nevanlinna. Va publicar més de dues centes obres entre articles científics, ressenyes i monografies,, entre les quals destaca el seu llibre Subharmonic functions, en dos volums (1976 i 1989), el primer de ells escrit en col·laboració amb Paddy Kennedy, i que ha estat objecte de diferents reedicions i traduccions.